# Église Saint-Denis d'Angers
L'église Saint-Denis était située à Angers, en Maine-et-Loire.

## Histoire

### Fondation
La date exacte de fondation de cette église ou chapelle n'est pas connue. On peut situer sa fondation avant le VIIe s. Saint-Maimboeuf, évêque d'Angers l'aurait donnée aux religieux de Saint-Benoît pour y assumer les fonctions curiales. On sait qu’elle est située au carrefour des rues Saint-Julien et Saint-Denis,. Elle est surtout située le long de la rue Saint-Julien tandis que son entrée se situe au niveau de la rue Saint-Denis. Elle est également mentionnée en 970.

### Desserte
Une bulle d'Adrien IV, en exécution du concile de Clermont, présente dans les archives du chapitre de Saint-Maimboeuf mentionne la présence d'un chapelain ou vicaire perpétuel et elle y est confirmée comme l'église de la paroisse du chapitre Saint-Maimboeuf. Les deux curés qui la desservent disposent chacun d'un logement, un en face l'église dans la rue Saint-Denis et l'autre dans la rue du Puits-rond. En 1471, un des chanoines est également le vicaire de l'église Saint-Denis.
Saint-Denis était une paroisse, le plus ancien acte de baptême conservé date de 1572.
Jusqu'en 1721 y eut à Saint-Denis deux curés qui officiaient conjointement. C'est à la demande des habitants que les deux cures ont été réunies en une seule cette année-là.
L'église Sain-Denis reste le siège de la paroisse jusqu'en 1785. À ce moment-là, l'évêque demande que le service paroissial soit transféré en l'église Saint-Maimboeuf où l'on fait transférer tous les bancs de la chapelle Saint-Denis,.

### Évolution du vocable
La dédicace à Denis est la seule connue pour l'édifice.

### Éléments connus de l'architecture et du lieu
Située au carrefour des rues Saint-Denis et Saint-Julien, elle avait face à son entrée, le cimetière paroissial qui s'étendait jusqu'au bords de la collégiale Saint-Maurille.
Elle est mentionnée en 1565, lorsque Renée Lebreton fit un legs fournissant annuellement deux torches à l'église.
Son autel fut reconstruit en 1667 par le sculpteur Jean Maltier.

### Disparition
La chapelle est détruite en 1903 mais l'église avait déjà disparu avant 1855.

### Personnalités
- Maître René Le Devin, sieur de Villettes, enquêteur angevin, y a été enterré[1],[10].
- Pierre Amys, sieur du Ponceau y a été baptisé le 29 décembre 1605[11].
- Le 4 avril 1780, Auguste de Ravenel du Boisteilleul y épouse Angélique de Bonchamps[12].